# Вертикальні кути

Дві прямі перетинаються утворюючи пару вертикальних кутів. Одна пара складається з кутів A і B, інша - з C і D.

 В геометрії, два кути називаються вертикальними якщо вони утворені перетином двох прямих і не є прилеглими. Такі кути мають спільну вершину. Такі кути мають однакову градусну міру і можуть розглядатися як конгруентні.

## Теорема про вертикальні кути
Якщо дві прямі перетинаються в точці, утворюються чотири кути. Несуміжні кути називаються вертикальними або протилежно вертикальними кутами. Також, кожна пара прилеглих кутів утворює пряму, а ці кути називаються суміжними. Оскільки, кожна пара вертикальних кутів є суміжними до прилеглих, то градусна міра вертикальних кутів - рівна.

## Алгебраїчне розв'язування вертикальних кутів
Наприклад, кут A на рисунку - невідомий, позначимо A = x. Якщо два прилеглі кути утворюють пряму, то вони - суміжні. Отже, градусна міра C = 180 − x. Аналогічно, градусна міра D = 180 − x. Кути C і D мають однакову міру, що рівна 180 - x і є вертикальними. Оскільки, кут B є суміжним до обох кутів C і D, для того, аби обчислити розмір B можна використати градусну міру будь-якого з них. Використовуючи міру кута C або кута D, знайдемо градусну міру кута B = 180 - (180 - x) = 180 - 180 + x = x. Отже, обидва кути A і B мають градусну міру x і є рівними.